# Pauline von Sagan

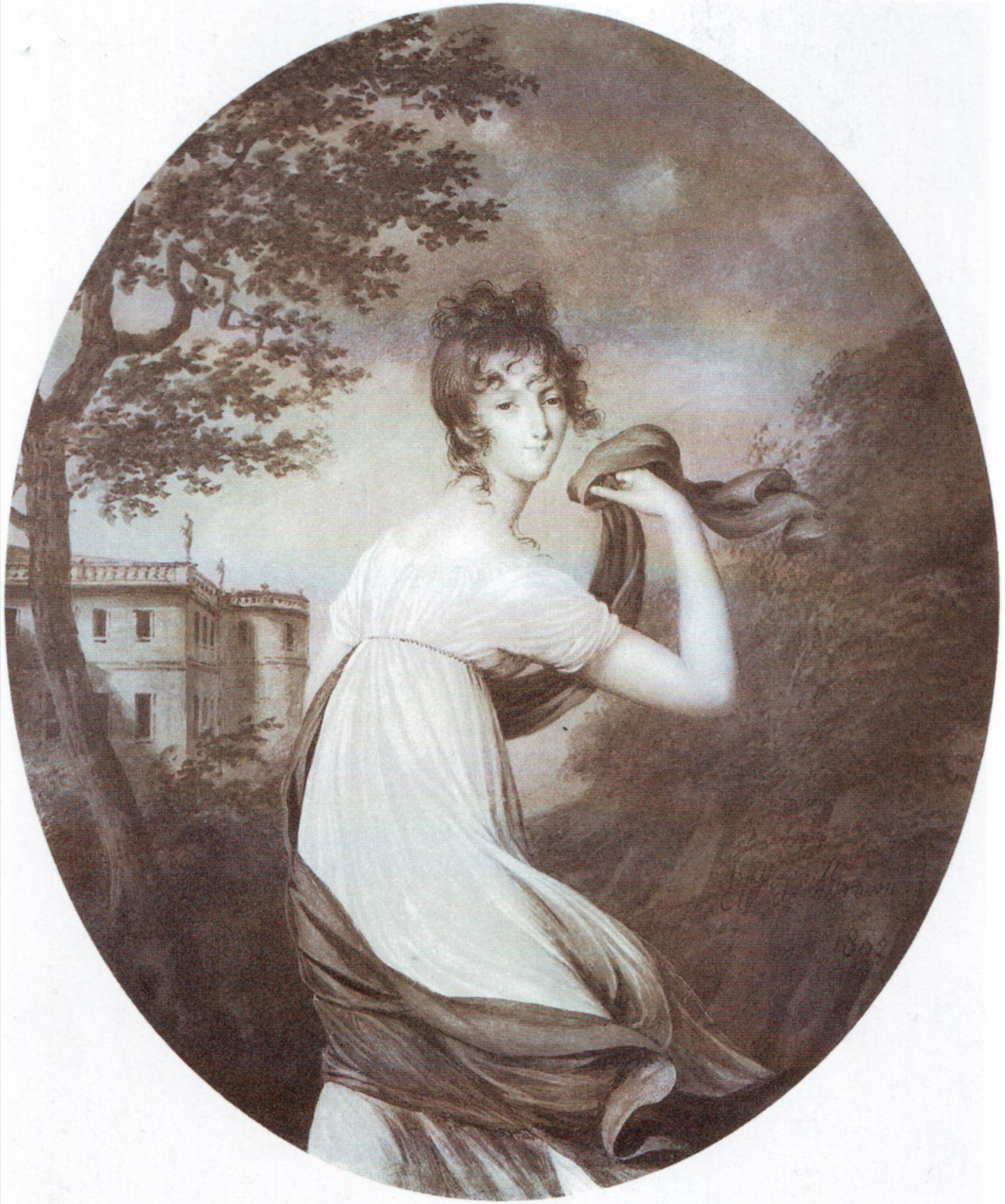
Pauline Biron, Fürstin von Hohenzollern-Hechingen (1802)

Luise Pauline Maria Biron von Sagan und Kurland (* 19. Februar 1782 in Mitau; † 8. Januar 1845 in Wien) aus dem Hause Biron von Curland, war eine Prinzessin von Kurland, Herzogin von Sagan und durch Heirat Fürstin von Hohenzollern-Hechingen.

## Leben
Pauline war die zweite Tochter des Peter von Biron, Herzog von Kurland und Semgallen (1724–1800), aus dessen Ehe mit Dorothea (1761–1821), Tochter des Reichsgrafen Friedrich von Medem.
Sie heiratete am 26. Februar 1800 in Prag den nachmaligen Fürsten Friedrich von Hohenzollern-Hechingen (1776–1838), sollte aber nur selten mit ihrem Mann zusammenleben. Kurz vor der Vermählung war Paulines Vater gestorben und ihre ältere Schwester Wilhelmine erbte das Herzogtum Sagan in Schlesien sowie die Herrschaft Náchod in Ostböhmen. Ihre jüngere Schwester Dorothea heiratete 1809 Graf Edmond de Talleyrand-Périgord. 
Nach der Eheschließung lebten Pauline und ihr Mann etwa ein Jahr im Palais Kurland in Berlin. 1805 trennten sie sich endgültig, nachdem Pauline aus ihrem Verhältnis mit Prinz Jules Armand Louis de Rohan-Guémené (1768–1836), dem Ehemann ihrer Schwester Wilhelmine, eine außereheliche Tochter geboren hatte. Ihr 1801 geborener ehelicher Sohn Konstantin wurde daraufhin von ihr getrennt.
Wie ihre Schwestern, hatte auch Pauline beim Wiener Kongress durch ihr Verhältnis zu General Ludwig von Wallmoden-Gimborn, einem Enkel des britischen Königs Georg II., Aufsehen erregt. Ein Zeitzeuge berichtete: „Pauline hat sich nach langem Herumsuchen von beiden Theilen an Wallmoden fester und fester gehängt, der mit seiner phlegmatischen Tollheit die Frau rasend liebt“.
Nach dem Tod ihrer Schwester Wilhelmine 1839 wurde Pauline Herzogin von Sagan und kam in Besitz der Herrschaften Náchod, Hohlstein, Nettkau und Rothenburg an der Oder; ihre Rechte auf diese Herrschaften übertrug sie ihrem Sohn. Das Herzogtum Sagan überließ sie durch Vertrag und Kauf ihrer jüngeren Schwester Dorothea. Schloss und Herrschaft Náchod verkaufte sie an Octavio von Lippe-Biesterfeld. Ihre letzten Jahre verbrachte sie gemeinsam mit ihrer Schwester Johanna in Wien. Ihr Leichnam wurde in der Dreifaltigkeitskirche in Sagan beigesetzt.

## Nachkommen
Aus ihrer Ehe mit Friedrich von Hohenzollern-Hechingen hatte Pauline den Sohn:
- Konstantin (1801–1869), Fürst von Hohenzollern-Hechingen

⚭ 1. 1826 Prinzessin Eugénie de Beauharnais (1808–1847)
⚭ 2. 1850 Freiin Amalie Schenk von Geyern (1832–1897), „Gräfin von Rothenburg“
Aus ihrer Beziehung zu Louis de Rohan-Guéméné, Herzog von Montbazon und Bouillon hatte sie die Tochter:
- Marie Wilson von Steinach (1805–1893)

⚭ 1829 Burggraf und Graf Fabian zu Dohna-Schlodien (1802–1871)